# Hu (mitología)
|  |

|  |

|  |

|  |

|  |

|  |

|  |

|  |

|  |

|  |

|  |

|  |

|  |

|  |

|  |

|  |

En la mitología egipcia, Hu (HW) es la deificación de la primera palabra, la palabra de la creación, por la que Atum llama a la vida a las cosas al eyacular en su acto masturbatorio de creación de la Enéada.
También, en el Libro de los Muertos, Ra, al cortar su pene (posible referencia a la circuncisión) crea de su sangre derramada a dos dioses, Sia y Hu, personificaciones de la mente y el poder de la palabra creadora.
Hu es mencionado ya en los Textos de las Pirámides del Imperio Antiguo de Egipto (PT 251, PT 697) como compañero del faraón fallecido. Junto a Sia, fue representado en el séquito de Thot, con quien algunas veces se le identifica.

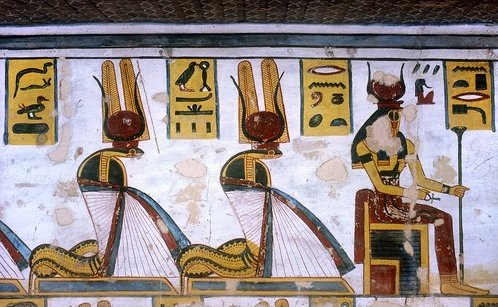
Nepret, Renenutet y Hu representados como cobras (Dinastía XX).

En el Imperio Medio, Hu y Sia fueron relacionados con el poder de la palabra de Ptah que según la cosmogonía menfita creó el universo, pues con la idea de las cosas en su pensamiento, pronunciando la palabra de su creación se transformó en realidad. Por recurrir a la inteligencia y a la palabra, estas dos facultades se personificaron en Sia (la inteligencia del pensamiento, la intelectualidad que reside en el corazón) y Hu (el poder de la palabra, que encarnaba la lengua de Ptah).
Hu, junto a Sia y Heka, aparecen en textos y paredes de las tumbas del Imperio Nuevo acompañando al dios Ra en su barca solar durante su constante viaje a través de la noche. En los Textos de los Sarcófagos aparece junto a Heka, 
teniendo un papel activo al impedir que el enemigo de Ra, en forma de serpiente interrumpa la navegación por el inframundo. La autoridad real se mantiene en el más allá, reconociendo Hu la supremacía del monarca y permitiéndole cruzar las aguas en su viaje.
También en el Imperio Nuevo, tanto Hu como Sia, junto a Heka, Irer y Sedjem fueron miembros de los catorce poderes creativos de Amón-Ra. En tiempos del Egipto Ptolemaico, Hu se habría fusionado con Shu (personificación del aire).
Hu fue representado en forma humana, como halcón o como hombre con cabeza de carnero. 